# Giovanni Stroppa
Giovanni Stroppa (Mulazzano, 24 de janeiro de 1968) é um ex-futebolista e treinador de futebol italiano que atuava como meia-atacante. Atualmente comanda o Venezia.

## Carreira de jogador
Nascido em Mulazzano e criado em Paullo (comuna próxima a Milão), Stroppa jogou pelo Union Mulazzano, equipe amadora de sua cidade, entre 1977 e 1984. Embora torcesse para a Juventus na infância, ingressou nas categorias de base do Milan e foi promovido ao time profissional em 1986, porém não foi aproveitado pelo técnico Nils Liedholm e foi emprestado ao Monza, jogando por 2 temporadas antes de voltar aos rossoneri em 1989, após o treinador Arrigo Sacchi pedir a reintregração do jogador ao elenco. Sua estreia como jogador do Milan foi contra o Parma, pela Copa da Itália, enquanto seu primeiro gol foi na vitória por 3 a 0 sobre o Cesena, além de ter marcado 2 vezes sobre o HJK (Finlândia) pela Taça dos Clubes Campeões Europeus (vencida pelo Milan). Passou ainda por Lazio e Foggia antes de voltar pela segunda vez ao Milan em 1994, vencendo as Supercopas da Itália e da da UEFA (havia conquistado anteriormente em 1989 e 1990) e a Copa Intercontinental (vencida em 1989 e 1990). Stroppa ainda teve uma segunda passagem pelo Foggia na temporada 2004–2005.
Stroppa ainda jogou por Udinese, Piacenza, Brescia, Genoa, Alzano Virescit, Avellino e Chiari, onde se aposentou depois de apenas 1 mês no clube.

## Carreira internacional
Tendo jogado pelas seleções Sub-21 e B da Itália, Stroppa estreou pela equipe principal da Squadra Azzurra em outubro de 1993, na vitória por 3 a 1 sobre a Escócia. O meia-atacante ainda jogaria mais 3 partidas até 1994.

## Carreira de treinador
Após deixar os gramados, Stroppa voltaria novamente ao Milan para comandar as categorias de base do clube até 2011, quando faria sua estreia como técnico profissional no Südtirol, onde teria uma nova passagem na temporada 2015–16.
Ele ainda treinou Pescara, Spezia, Foggia, Crotone, Monza e Cremonese, assumindo os grigiorossi nos playoffs de acesso da Série B. Chegou a ser demitido em outubro de 2024 após um mau início de campeonato, mas foi recontratado 1 mês depois para substituir Eugenio Corini. Após levar a Cremonese ao quarto lugar ao final da temporada regular, Stroppa conquistou seu terceiro acesso como treinador após vencer o Spezia nos 2 jogos do playoff de acesso, mas a diretoria dos grigiorossi anunciou que ele não permaneceria na equipe para a Série A de 2025–26.
Em 26 de junho de 2025, foi anunciado como novo técnico do Venezia para a disputa da Série B italiana

## Títulos

### Como jogador
Milan
- Série A: 1989–90
- Supercopa da UEFA: 1989, 1990, 1993
- Copa Intercontinental: 1989, 1990
- Supercopa da Itália: 1994

Monza
- Coppa Italia Serie C: 1987–88

### Como treinador
Foggia
- Lega Pro: 2016–17
- Supercoppa Serie C: 2017

### Individual
- Banco Lega Pro Golden: 2016–17